# Rederiet
Rederiet är en svensk dramaserie i såpoperaform, producerad av Sveriges Television i samarbete med Yle. När Sveriges Television insåg att deras nya dramasatsning Storstad som sändes åren 1990–1991 tappade publik valde man att lägga ner den serien och istället lansera Rederiet. Inspelningarna startade under början av 1992 och i augusti samma år började serien att sändas. Rätt snabbt fick Rederiet miljonpublik varpå nya halvårssäsonger producerades och sändes fram till april 2002. Totalt producerades 318 avsnitt som visades i SVT1 och SVT2.
Somrarna 2005 och 2006 repriserades de tre första säsongerna men först mellan 2018 och 2023 repriserades samtliga avsnitt. Sedan 2013 finns hela serien tillgänglig i Öppet arkiv och senare även i SVT Play. Serien är även utgiven på DVD.

## Handling
Serien handlade om familjen Dahlén och deras rederi Dahlénrederiet, dagligen kallat Dahléns, som i många säsonger hade Reidar Dahlén som verkställande direktör. Till största delen utspelade sig handlingen på redare Dahléns och dess närmaste konkurrents kontor samt ombord på fartyget M/S Freja, även om både familjen Dahlén och dess konkurrenter sades ha fler fartyg i sin flotta. Under de tio år som Rederiet sändes hade Dahléns fyra rederikonkurrenter som varvade handlingen: Mega Line, Transbaltic, Silver Line och Remmer Line. Dessa konkurrenter lyckades ibland ta över Dahléns eller Freja, men fick i stort sett alltid igen lika hårt tillbaka. Oftast handlade striderna om rätten att äga M/S Freja men också rätten att ta över eller gå samman med Dahléns som i serien sades vara ledande på Östersjötrafiken.

### Säsongerna
| Säsong | År   | Säsongstart  | Säsongsavslutning | Avsnitt | Totalt avsnitt | Snitt- tittarsiffror |
| ------ | ---- | ------------ | ----------------- | ------- | -------------- | -------------------- |
| 1      | 1992 | 20 augusti   | 17 december       | 18      | 1–18           | Inga uppgifter finns |
| 2      | 1993 | 14 januari   | 1 april           | 12      | 19–30          | Inga uppgifter finns |
| 3      | 1993 | 9 september  | 16 december       | 15      | 31–45          | Inga uppgifter finns |
| 4      | 1994 | 13 januari   | 7 april           | 12      | 46–57          | 2 128 000            |
| 5      | 1994 | 8 september  | 22 december       | 15      | 58–72          | 1 800 000            |
| 6      | 1995 | 12 januari   | 30 mars           | 12      | 73–84          | 1 897 000            |
| 7      | 1995 | 7 september  | 21 december       | 15      | 85–99          | 1 984 000            |
| 8      | 1996 | 11 januari   | 18 april          | 15      | 100–114        | 2 039 000            |
| 9      | 1996 | 12 september | 19 december       | 15      | 115–129        | 1 945 000            |
| 10     | 1997 | 9 januari    | 17 april          | 15      | 130–144        | 2 180 000            |
| 11     | 1997 | 21 augusti   | 18 december       | 18      | 145–162        | 1 788 000            |
| 12     | 1998 | 8 januari    | 7 maj             | 18      | 163–180        | 1 772 000            |
| 13     | 1998 | 20 augusti   | 17 december       | 18      | 181–198        | 1 489 000            |
| 14     | 1999 | 14 januari   | 13 maj            | 18      | 199–216        | 1 669 000            |
| 15     | 1999 | 26 augusti   | 23 december       | 18      | 217–234        | 1 621 000            |
| 16     | 2000 | 13 januari   | 11 maj            | 18      | 235–252        | 1 692 000            |
| 17     | 2000 | 24 augusti   | 21 december       | 18      | 253–270        | 1 427 000            |
| 18     | 2001 | 11 januari   | 10 maj            | 18      | 271–288        | 1 645 000            |
| 19     | 2001 | 23 augusti   | 20 december       | 18      | 289–306        | 1 658 000            |
| 20     | 2002 | 31 januari   | 18 april          | 12      | 307–318        | 1 503 000            |

1. ↑  Före år 1994 finns inga tittarsiffror registrerade hos Mediamätning i Skandinavien.

## Om serien

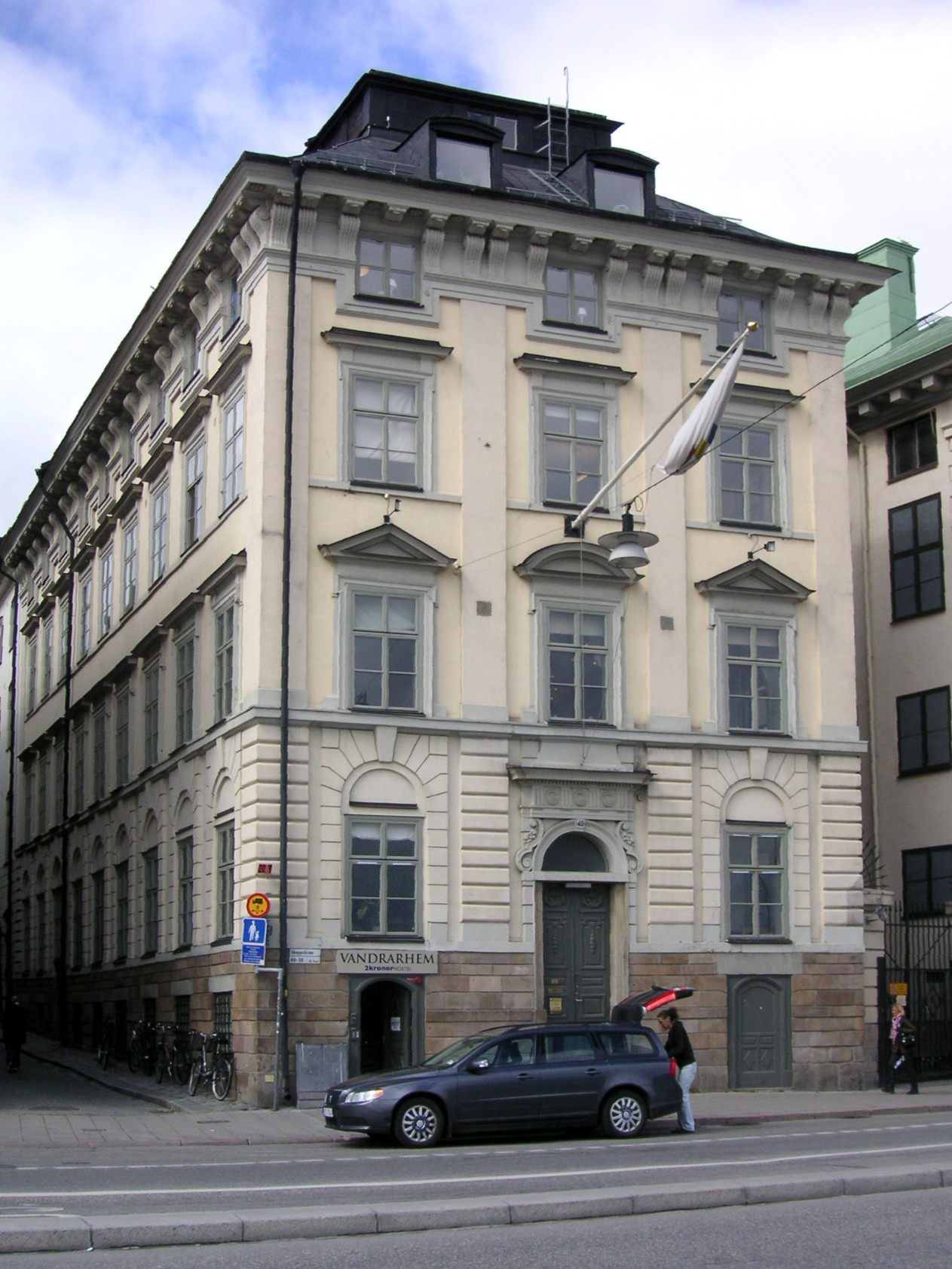
Küselska huset i Gamla stan användes som exteriör för familjen Dahlénrederiets huvudkontor.

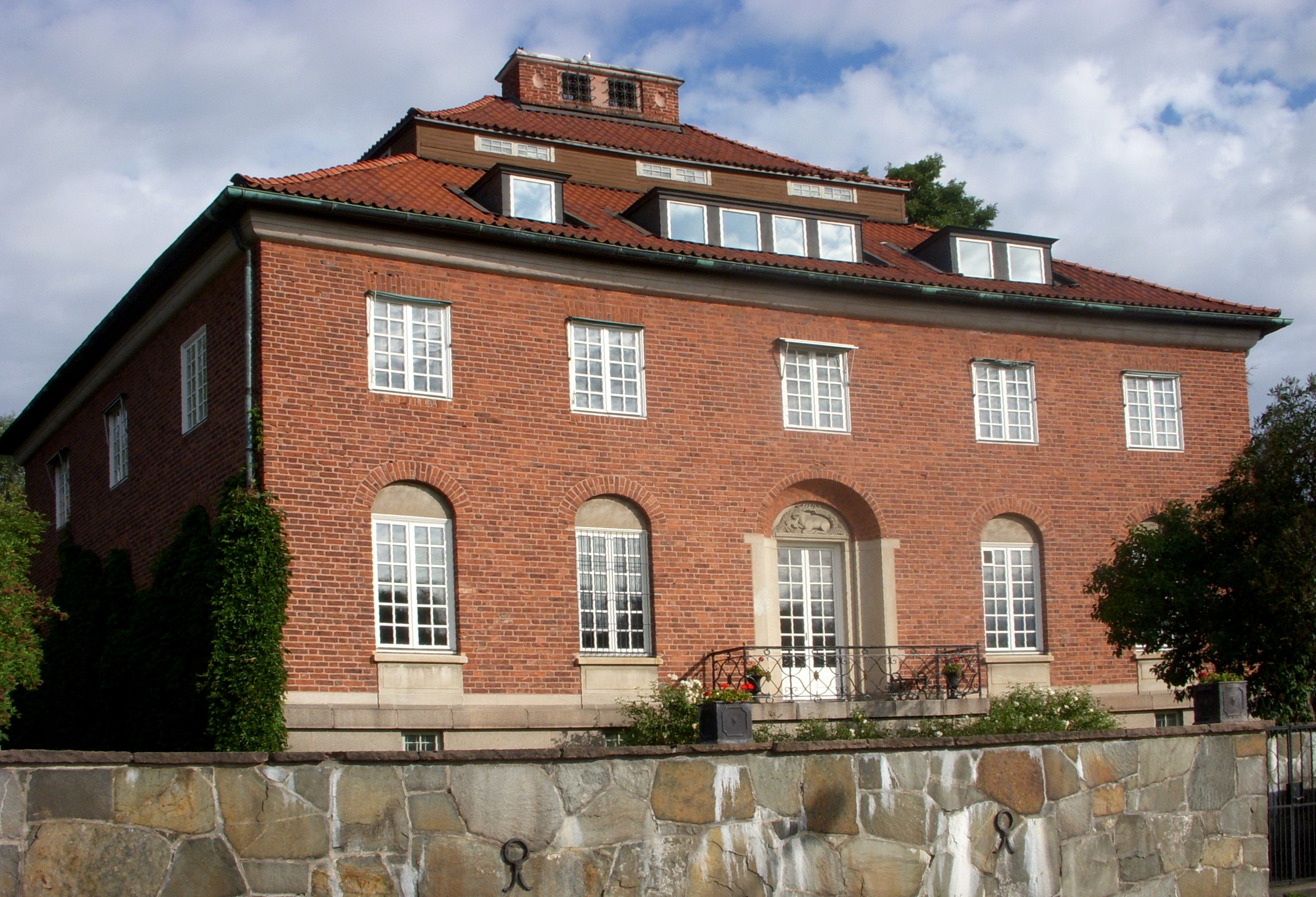
Bünsowska villan i Diplomatstaden i Stockholm användes som exteriör för huvudkontoret till en av Dahlénrederiets konkurrenter i de senare säsongerna, Remmer Line.

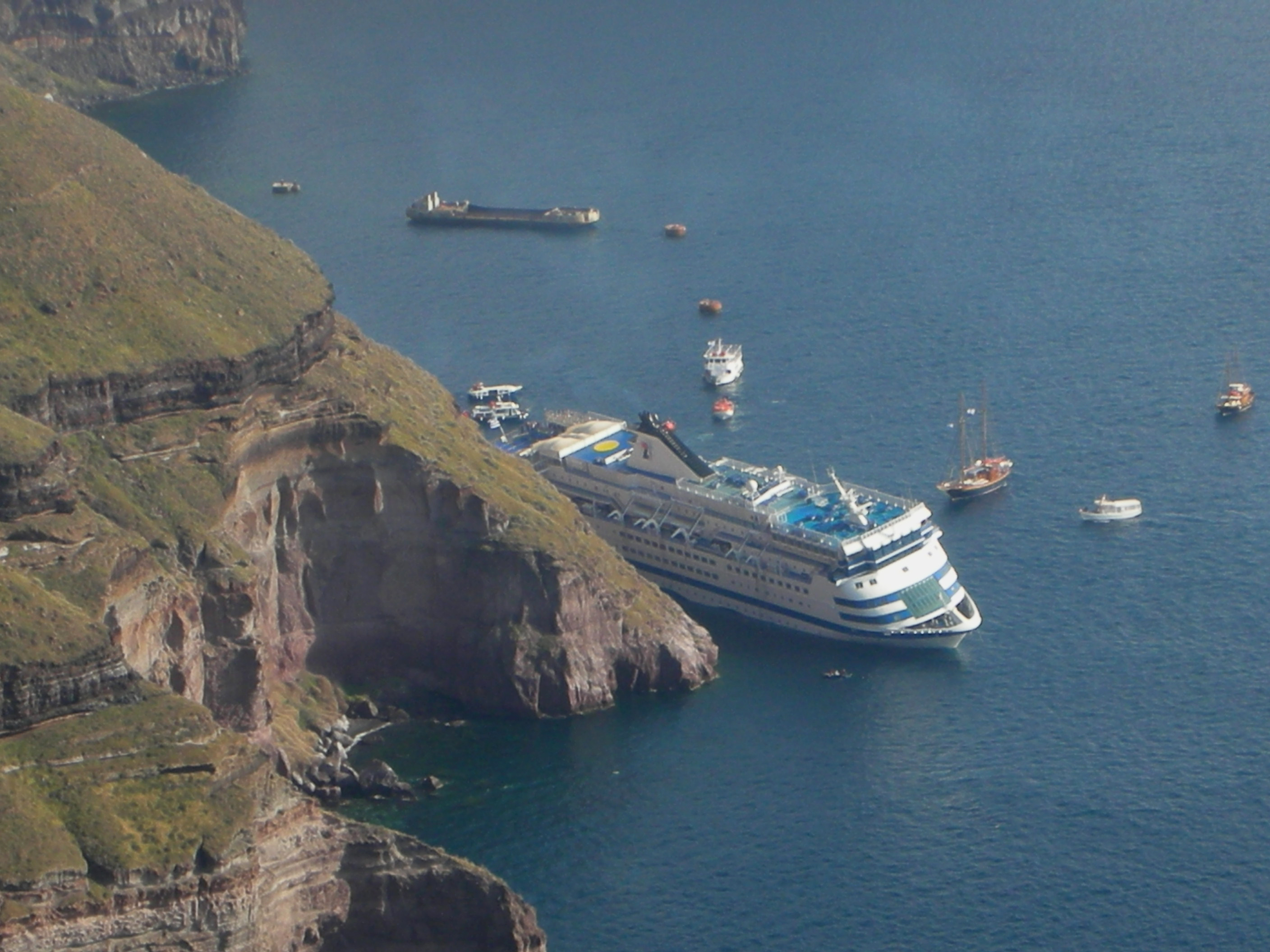
Birka Princess, omdöpt till M/S Sea Diamond alias M/S Freja vid Santorini i Grekland 2007 då fartyget sjunker.

Rederiet är den längsta dramaserien som producerats i svensk TV-historia, dock inte den som sänt flest avsnitt i genren såpopera. Serien sågs av flera miljoner svenskar och eftersom den var så pass populär producerades inte mindre än 20 säsonger vilka sändes åren 1992–2002. Sammanlagt har det skrivits över 30 000 manussidor till Rederiet, vilket är ett svenskt rekord.
I och med den höga produktionstakten spelades avsnitten in oftast ett halvår i förväg. Det innebar att avsnitt som spelades in under vintern och våren sändes under hösten och vice versa. Med anledning av att produktionsteamet spelade in så pass lång tid i förväg kunde man inte hålla sig till de riktiga årstiderna som var, exempelvis gällande högtider som jul, nyår och påsk.

### Inspelningsplatser
Det fartyg (M/S Freja) som syns i vinjetten var det numera förlista fartyget M/S Sea Diamond (tidigare M/S Birka Princess), i ommålad skepnad. Fartyget ägdes av det åländska rederiet Birka Line och trafikerade i verkligheten rutten Stockholm–Mariehamn, till skillnad från Frejas rutt Stockholm–Åbo. De scener som spelades in ombord, bland annat från bryggan, däck, maskin och bildäck, var i början från Rederi AB Slites M/S Athena och M/S Kalypso. Senare fortsatte inspelningarna på Viking Lines övriga fartyg som avgick från Stadsgården. Hyttkorridorer, foajé och restauranger samt andra vanligt förekommande platser ombord spelades däremot in i SVT Dramas studio i Stockholm, först på gamla A1 och sedan i studios i SVT-huset vid Gärdet i Stockholm. 
Küselska huset i Gamla stan användes som kuliss för familjen Dahléns huvudkontor medan Bünsowska villan i Diplomatstaden i Stockholm användes som kuliss för huvudkontoret för familjen Dahléns sista konkurrenter Remmer Line. Interiörerna till bägge kontor var dock uppbyggda i studiomiljöer.

### DVD-utgåva, reprissändningar och framtiden
Initialt sades det från Sveriges Televisions håll att av bland annat upphovsrättsliga och ekonomiska skäl skulle det bli svårt att ge ut hela Rederiet på DVD, även om en mindre DVD- och VHS-utgåva med sex avsnitt samt två halvtimmesdokumentärer (inspelade 1996 respektive 2001) släpptes i samband med att serien hade avslutats. De utvalda avsnitten ansågs vara seriens viktigaste avsnitt eftersom de innehöll någon form av jubileum eller annan tillställning.
Under somrarna 2005 och 2006 repriserade Sveriges Television avsnitten i de tre första säsongerna, men på grund av programprioriteringar och andra orsaker upphörde reprissändningarna mitt under den tredje säsongen. Ungefär fem år senare tecknade företaget ett nytt upphovsrättsavtal med organisationen Copyswede gällande rättigheter att göra Sveriges Televisions arkiv mer tillgängligt för allmänheten via sin externa webbtjänst Öppet arkiv. I början av 2013 började avtalet gälla vilket gjorde att en stor mängd nya titlar publicerades varav en av dessa var Rederiet. Ytterligare ett år senare började Rederiet släppas i sin helhet på DVD. Avsnitten delades upp i olika volymer som förutom avsnitt även innehöll nyinspelade intervjuer med flera av skådespelarna från de olika säsongerna, däribland Johannes Brost, Pia Green och Göran Gillinger.
År 2017 började avsnitten flyttas över till SVT Play och mellan åren 2018 och 2023 genomförde Sveriges Television nya repriseringar av avsnitten i sina kanaler. Repriseringarna delades dock upp och sändes i omgångar dessa år där sista avsnittet sändes i mars 2023.

## Medverkande[8]
| Skådespelare          | Roll                         | Säsong          | År                         |
| --------------------- | ---------------------------- | --------------- | -------------------------- |
| Gösta Prüzelius       | Reidar Dahlén                | 1–17            | 1992–2000                  |
| Gaby Stenberg         | Ellinor Dahlén               | 1               | 1992                       |
| Gaby Stenberg         | Beatrice Ericson/Dahlén      | 5–18, 20        | 1994–2001, 2002            |
| Mikael Samuelson      | Rolf Dahlén                  | 1–3             | 1992–1993                  |
| Suzanne Reuter        | Renate Dahlén                | 1–5             | 1992–1994                  |
| Gunilla Paulsen       | Rebecca Dahlén               | 1–2, 4–5, 18–20 | 1992–1993, 1994, 2001–2002 |
| Lena Strömdahl        | Yvonne Dahlén/Bjurhed        | 1–8             | 1992–1996                  |
| Louise Belfrage       | Lina Dahlén                  | 1–3             | 1992–1993                  |
| Sara Alström          | Lina Dahlén                  | 8–10            | 1996–1997                  |
| Emil Boss             | Reidar Dahlén Jr             | 1–6             | 1992–1995                  |
| Måns Nathanaelson     | Reidar Dahlén Jr             | 7–11            | 1995–1997                  |
| Lennart R. Svensson   | Tom Hansson                  | 1               | 1992                       |
| Mikael Persbrandt     | Ola Simonsson                | 1–2, 4          | 1992–1993, 1994            |
| Per Holmberg          | Henrik Bjurhed               | 1–8, 20         | 1992–1996, 2002            |
| Bert-Åke Varg         | Gustav Sjögren               | 1–20            | 1992–2002                  |
| Wallis Grahn          | Gerd Sjögren                 | 1–2, 4          | 1992–1993, 1994            |
| Angelica Rubertson    | Sofie Sjögren                | 1–5, 13         | 1992–1994, 1998            |
| Kenneth Söderman      | Tony Sjögren                 | 1–20            | 1992–2002                  |
| Eva Bysing            | Irma Larsson/Nilsson         | 1–8             | 1992–1996                  |
| Krister Henriksson    | Björn Lindman                | 1–2, 20         | 1992–1993, 2002            |
| Johannes Brost        | Torbjörn "Joker" Jonasson    | 1–20            | 1992–2002                  |
| Hans V. Engström      | Uno Kronkvist                | 1–20            | 1992–2002                  |
| Tom Deutgen           | Jan-Erik "Janke" Nilsson     | 1, 4            | 1992, 1994                 |
| Helena Grossi         | Lisa Axelsson                | 1–2             | 1992–1993                  |
| Anders Ahlbom         | Yngve Almkvist               | 1–2             | 1992–1993                  |
| Kaija Kärkinen        | Pirjo Koskinen               | 1, 4            | 1992, 1994                 |
| Daniel Sjöberg        | Thomas Nilsson               | 1–2             | 1992–1993                  |
| Marie-Chantal Long    | Irina Gornitzka-Jonasson     | 1, 3–5          | 1992, 1993–1994            |
| Anita Wall            | Elisabeth Lerwacht           | 2–4             | 1993–1994                  |
| Pia Green             | Sara Torstensson             | 2–4             | 1993–1994                  |
| Erik Kiviniemi        | Jussi Tola                   | 2–6, 18–19      | 1993–1995, 2001            |
| Jonas Bergström       | Haakon Andersson             | 2–3             | 1993                       |
| Lo Wahl               | Karin "KåKå" Karlsson        | 2–6             | 1993–1995                  |
| Göran Gillinger       | Robert "Raspen" Torstensson  | 2–4             | 1993–1994                  |
| Ingela Olsson         | Gisela Kunze                 | 3               | 1993                       |
| Karl Dyall            | Emilio Bolivar               | 4–6             | 1994–1995                  |
| Kim Anderzon          | Siv Svensson                 | 4–8, 20         | 1994–1996, 2002            |
| Cecilia Ljung         | Peggy Svensson               | 4–5             | 1994                       |
| Malin Berghagen       | Paula Svensson               | 4–5, 20         | 1994, 2002                 |
| Per Morberg           | Viggo Strieber               | 4–6             | 1994–1995                  |
| Regina Lund           | Mona Kjellgren               | 4–6, 18         | 1994–1995, 2001            |
| Peter Harryson        | Pehr Silver                  | 4–11, 17, 20    | 1994–1997, 2000, 2002      |
| Anders Beckman        | Günther Kraft                | 5               | 1994                       |
| Bengt Bauler          | Carl Ericson                 | 5–17, 20        | 1994–2000, 2002            |
| Martin Forsström      | Felix Svensson               | 6–10            | 1995–1997                  |
| My Bodell             | Elin Hagberg                 | 6–9             | 1995–1996                  |
| Bojan Westin          | Barbro Pastorelli-Sjögren    | 6–9             | 1995–1996                  |
| Lotta Ramel           | Diana Nordin                 | 6–7             | 1995                       |
| Thomas Hellberg       | Georg Lager                  | 7–12            | 1995–1998                  |
| Karin Bjurström       | Jeanette Wester              | 7–12            | 1995–1998                  |
| Therese Akraka        | Bella Lindgren               | 8–11, 16        | 1996–1997, 2000            |
| Ola Forssmed          | Micki Sandell                | 8–20            | 1996–2002                  |
| Yngve Gåsöy           | Erik Mattson                 | 8–10            | 1996–1997                  |
| Yvonne Schaloske      | Vera Bengtsson               | 8, 10–20        | 1996, 1997–2002            |
| Annmari Kastrup       | Anki Jonasson Sjögren        | 9–12            | 1996–1998                  |
| Ewa Carlsson          | Margareta Lundkvist/Lager    | 9–19            | 1996–2001                  |
| Theodor Hoffsten      | Jonas Jonasson               | 9–12, 19        | 1996–1998, 2001            |
| Linus Wahlgren        | Filip "FN" Norberg           | 10–14           | 1997–1999                  |
| Ann Nilsson           | Helena Lundkvist             | 11, 14, 16      | 1997, 1999, 2000           |
| Gerhard Hoberstorfer  | Tor "Totte" Bengtsson        | 11–12, 20       | 1997–1998, 2002            |
| Helena af Sandeberg   | Louise Calling               | 11–13           | 1997–1998                  |
| Margaretha Byström    | Katarina Remmer              | 11–20           | 1997–2002                  |
| Carina Lidbom         | Alexandra Remmer             | 12–19           | 1998–2001                  |
| Patrik Bergner        | Nikolaj Remlund              | 12–20           | 1998–2002                  |
| Stina Rautelin        | Andrea Melin                 | 12–16           | 1998–2000                  |
| Marie Robertson       | Nina Remmer                  | 13–18, 20       | 1998–2001, 2002            |
| Johan H:son Kjellgren | Viktor Remmer                | 13–15           | 1998–1999                  |
| Åke Lindman           | Torsten Jansson              | 13–14           | 1998–1999                  |
| Anna Maria Käll       | Emelie Lindberg              | 13–14, 16       | 1998–1999, 2000            |
| Lars Lind             | Anders Moberg                | 14, 16          | 1999, 2000                 |
| Mikaela Ramel         | Eva Remmer                   | 14–16, 20       | 1999–2000, 2002            |
| Ray Jones IV          | Jesper Haglund               | 14, 16–19       | 1999, 2000–2001            |
| Madeleine Elfstrand   | Malin Granström              | 14–16           | 1999–2000                  |
| Per Myrberg           | Robert Boisse de Blaque      | 15, 17          | 1999, 2000                 |
| Josephine Bornebusch  | Madeleine Boisse de Blaque   | 15              | 1999                       |
| Magnus Roosmann       | Fredrik Westberg             | 15              | 1999                       |
| Per Graffman          | Joe Gardner                  | 16–18           | 2000–2001                  |
| Lotta Karlge          | Anja Remmer                  | 17–19           | 2000–2001                  |
| Erika Höghede         | Karin Bergström Anna Lindell | 17–19 18–20     | 2000–2001 2001–2002        |
| Rikard Bergqvist      | Stefan Holmberg              | 17–20           | 2000–2002                  |
| Duncan Green          | Peter Henson                 | 17–19           | 2000–2002                  |
| Daniel Gustavsson     | Mattias Andersson            | 18–20           | 2001–2002                  |
| Jessica Liedberg      | Stina Björklund              | 18–20           | 2001–2002                  |
| Peter Perski          | Magnus Glantz                | 19–20           | 2001–2002                  |

### Större gästroller
| Skådespelare             | Roll                   | Säsong               | År                    |
| ------------------------ | ---------------------- | -------------------- | --------------------- |
| Hans Wahlgren            | Valter Persson         | 1                    | 1992                  |
| Gudmar Klöfving/Wivesson | Kapten Fridell         | 1                    | 1992                  |
| Nils Eklund              | Folke, Dahléns advokat | 1, 3, 5              | 1992-1994             |
| Sten Ljunggren           | Torkel Jonasson        | 2–3, 5, 11, 18-19    | 1993–1994, 1997, 2001 |
| Yvonne Lombard           | Sonja Jonasson         | 2-3, 5, 11, 18-19    | 1993-1994, 1997, 2001 |
| Mathias Henrikson        | Klas Lindholm          | 3                    | 1993                  |
| PG Hylén                 | Axberg                 | 4                    | 1994                  |
| Per Fritzell             | Anton Kollberg         | 4                    | 1994                  |
| Meg Westergren           | Desirée Lindman        | 5–6                  | 1994–1995             |
| Anders Larsson           | Malte Eriksson         | 5–19                 | 1994–2001             |
| Claes Ljungmark          | Joel Hagberg           | 5–7, 9               | 1994–1995, 1996       |
| Christian Fiedler        | Igor                   | 5-7                  | 1994-1995             |
| Gösta Engström           | Lorenz Lilja           | 6-7                  | 1995                  |
| Sofia Helin              | Minna Lager            | 8–9                  | 1996                  |
| Felix Engström           | Kenny Karlsson         | 8-10                 | 1996-1997             |
| Mats Helin               | Roger                  | 9-10                 | 1996-1997             |
| Hans Wigren              | Helge Lundkvist        | 9–10                 | 1996-1997             |
| Max Lundqvist            | Thomas Andersson       | 9-10                 | 1996-1997             |
| Peter Palmér             | Dr Bertil Bergvall     | 9–13                 | 1996–1998             |
| Gösta Krantz             | Hans Schneider         | 9–11                 | 1996–1997             |
| Anette Karaskiewicz      | Anna Kamarova          | 10                   | 1997                  |
| Ted Åström               | Steve Hallén           | 10                   | 1997                  |
| Staffan Lindberg         | Kommissarie Ulf Swärd  | 10-11, 14, 16, 18-20 | 1997–2002             |
| Anne-Lie Rydé            | Kerstin                | 10, 13-14            | 1997, 1998–1999       |
| Tommy Nilson             | Ivan Remmer            | 11                   | 1997                  |
| Gerd Hegnell             | Astrid Karlsson        | 12, 20               | 1998, 2002            |
| Leif Andrée              | Säkerhetsman           | 12-13                | 1998                  |
| Johan Rheborg            | Didrik Dahlén          | 13                   | 1998                  |
| Eva Gröndahl             | Syster Hanna           | 13                   | 1998                  |
| Ingar Sigvardsdotter     | Jessica Strömberg      | 16                   | 2000                  |
| Malena Engström          | Lene Jensen            | 16                   | 2000                  |
| Pia Johansson            | Annika Höök            | 16                   | 2000                  |
| Gösta Bredefeldt         | Harry Kronkvist        | 16                   | 2000                  |
| Richard Johnson          | Norman Burton          | 16                   | 2000                  |
| Svante Martin            | Mikael Henriksson      | 16–18                | 2000–2001             |
| Mats Långbacka           | Olof Hammar            | 17, 19               | 2000, 2001            |
| Björn Granath            | Göran Sandell          | 17, 20               |                       |
| Charlie Gustavsson       | Ragnar Dahlén Jr       | 18-20                | 2001–2002             |
| Peter Kneip              | Dieter Müller          | 18-19                | 2001                  |
| Minna Treutiger          | Tilda Lyksell          | 18-19                | 2001                  |
| Linda Lundmark           | Eva-Lotta              | 19–20                | 2001–2002             |
| Johan Rabaeus            | Seth Bohman            | 19–20                | 2001–2002             |
| Hans Klinga              | Sergej Remmer          | 20                   | 2002                  |
| Angela Kovács            | Jokers terapeut        | 20                   | 2002                  |
| Dan Ekborg               | Kaj Öhman              | 20                   | 2002                  |